# Husøy (Lenvik)
Husøy es una localidad del municipio de Senja, en el condado de Troms, Noruega. Ocupa toda la isla de Husøy, que se ubica en el fiordo Øyfjorden, en la costa noroeste de la isla de Senja.

## Información general
Está a 53 km al suroeste de Tromsø y a 4 km de Fjordgård.
Tiene una población de 274 habitantes, con una densidad de 2283 hab/km². Hasta hace relativamente poco, la isla estaba aislada, pero se decidió construir un puente. Existen recintos educacionales, servicio de salud, una tienda, un restaurante y la capilla de Husøy.